# Bart Van Hulle
Bart Van Hulle (Eeklo, 25 januari 1965) is een Belgisch politicus voor Open Vld.

## Biografie
Van Hulle behaalde in 1987 het diploma van licentiaat in de economische wetenschappen aan de Rijksuniversiteit van Gent en werd zaakvoerder van boomkwekerij en familiebedrijf Van Hulle B&C.
Bij de gemeenteraadsverkiezingen van oktober 2012 werd hij voor de liberale Open Vld verkozen tot gemeenteraadslid van Maldegem. Nadat zijn partij bij de gemeenteraadsverkiezingen van 2018 de meeste stemmen had behaald en een coalitie vormde met N-VA en de lokale lijst De Merlaan, legde Van Hulle in januari 2019 de eed af als burgemeester van de gemeente. Van Hulle bleef burgemeester van Maldegem tot in februari 2022, toen N-VA uit ontevredenheid over het beleid in de gemeente samen met oppositiepartijen CD&V en Groen een motie van wantrouwen indiende tegen het gemeentebestuur en de drie partijen een nieuw college van burgemeester en schepen op poten zetten. Vervolgens belandde Van Hulle met zijn partij in de oppositie.
In mei 2019 nam hij deel aan de verkiezingen voor het Vlaams Parlement, waarbij hij als tweede opvolger op de Oost-Vlaamse Open Vld-lijst stond. In september 2020 werd Van Hulle effectief Vlaams Parlementslid, als opvolger van Carina Van Cauter, die tot provinciegouverneur van Oost-Vlaanderen was benoemd. Hij werd er lid van de commissies Landbouw, Visserij en Plattelandsbeleid en Economie, Werk, Sociale Economie, Wetenschap en Innovatie. Bij de Vlaamse verkiezingen van 9 juni 2024 was hij geen kandidaat meer, om zich toe te leggen op de lokale politiek.
Bij de lokale verkiezingen van oktober 2024 was Van Hulle opnieuw kandidaat-burgemeester in Maldegem, als lijsttrekker van het kartel Open Vld-De Merlaan. De lijst slaagde er echter niet in om in de meerderheid te raken en bleef dus in de oppositie. Van Hulle besloot vervolgens zijn zetel in de gemeenteraad niet op te nemen.